# Bullange
Ne doit pas être confondu avec Boulange.
Bullange (en allemand : Büllingen ; en wallon Bolindje) est une commune et une localité belges situées dans la province de Liège, en Région wallonne.
La commune fait partie de la Communauté germanophone de Belgique et constitue de ce fait l'une des neuf communes de langue allemande de Belgique. Il s'agit d'une commune à facilités linguistiques pour les francophones.

## Géographie

### Situation
La commune se trouve aux confins de l'Ardenne et fait partie intégrante du parc naturel « Hautes Fagnes-Eifel ». L’altitude maximale est de 693m au Weisser Stein et minimale est 483m sortie de l’Our. La commune est adossée à la frontière allemande au nord et sur toute sa moitié orientale, elle dépend administrativement du canton de Saint-Vith. Elle est la commune de Belgique située la plus à l'est.
| Butgenbach | Montjoie (D)                           |                |
| Amblève    | Bullange                               | Hellenthal (D) |
| Saint-Vith | - Auw bei Prüm (D) - Roth bei Prüm (D) |                |

La région, proche du plateau des Hautes Fagnes, abrite notamment les sources de la Warche, de l'Our, de l'Olef et de la Schwalm. Elle touche le camp militaire d'Elsenborn.

### Sections de commune
| # | Nom        | Superf. (km²) | Habitants (2020) | Habitants par km² | Code INS |
| - | ---------- | ------------- | ---------------- | ----------------- | -------- |
| 1 | Bullange   | 50,11         | 2.817            | 56                | 63012A   |
| 2 | Rocherath  | 44,64         | 1.335            | 30                | 63012B   |
| 3 | Manderfeld | 48,22         | 1.217            | 25                | 63012C   |

### Villages et hameaux
Bullange, Afst, Allmuthen, Berterath, Buchholz, Eimerscheid, Hasenvenn, Hergersberg, Holzheim, Honsfeld, Hüllscheid, Hunnange, Kehr, Krewinkel, Lanzerath, Losheimergraben, Manderfeld, Medendorf, Merlscheid, Murrange, Rocherath, Weckerath, Wirtzfeld

## Héraldique
|  | La commune possède des armoiries qui lui ont été octroyées le 7 avril 1993. Elles combinent les armoiries de trois territoires auxquels la région appartenait historiquement. La croix est empruntée aux armoiries de l'État de Trèves auquel le village de Schönberg appartenait. Au haut Moyen Âge, toute la région appartenait aux Comtes et Ducs de Luxembourg. D'où les armoiries du Luxembourg dans le centre. Leurs successeurs furent les Comtes de Nassau-Vianden. La barre argentée dans la partie droite les rappelle. Blasonnement : Fascé d'argent et d’azur de 10 pièces, au lion de gueules, armé, lampassé et couronné d'or, brochant sur le tout ; chapé-ployé parti au 1 d'argent à une croix de gueules, au 2 de gueules à une fasce d'argent. Source du blasonnement : Heraldy of the World. |

## Démographie

### Démographie: Avant la fusion des communes
- Source: DGS recensements population

### Démographie: Commune fusionnée
En tenant compte des anciennes communes entraînées dans la fusion de communes de 1977, on peut dresser l'évolution suivante :
Les chiffres des années 1831 à 1970 tiennent compte des chiffres des anciennes communes fusionnées.
- Source: DGS , de 1831 à 1981=recensements population; à partir de 1990 = nombre d'habitants chaque 1 janvier[3]

## Histoire
Bullange fait partie des communes des cantons de l'Est, autrefois allemands qui furent offerts à la Belgique par le Traité de Versailles, en 1919, en compensation des pertes subies lors de la Première Guerre mondiale.
Lors de la fusion des communes de Belgique, en 1977, l'ancienne commune de Bullange fusionna avec Rocherath et Manderfeld pour prendre sa forme actuelle.

## Politique et administration

### Sécurité et secours
En ce qui concerne les services de police, la commune dépend de la zone de police Eifel. Quant au service des pompiers, elle dépend de la zone de secours Liège 6.
Un départ ambulance 112 est également assuré par la Croix-Rouge de Belgique.

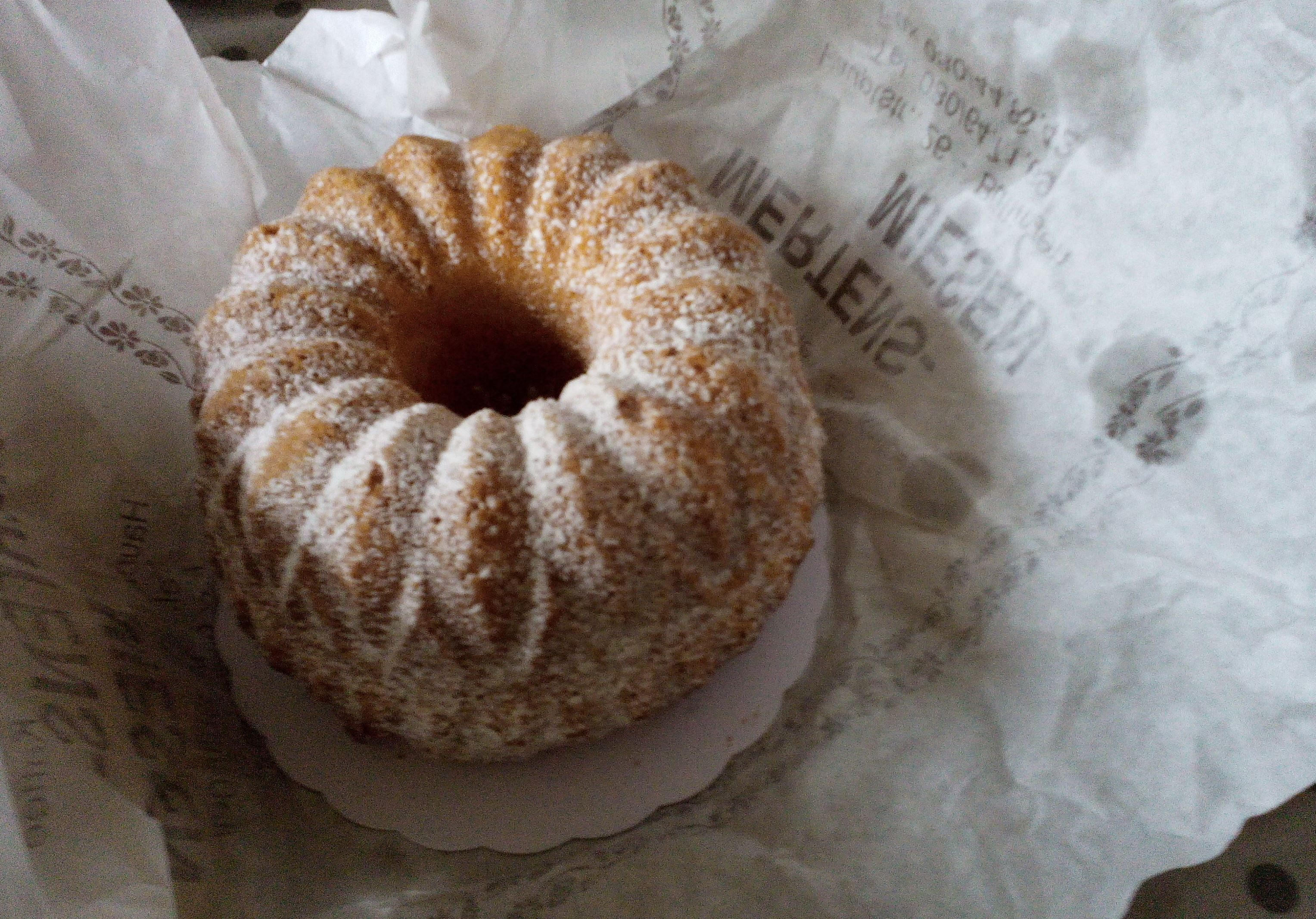
Pâtisserie de type Kougelhopf produite localement.

## Transports
La localité est notamment desservie par les lignes de bus 390 et 394.